# Trimère d'hélium
Le trimère d'hélium est une molécule faiblement liée constituée de trois atomes d'hélium. Les forces de van der Waals lient les atomes d'hélium ensemble. La combinaison de trois atomes est beaucoup plus stable que celle des deux atomes du dihélium. Le trimère d'hélium constitué de trois atomes d'hélium 4 est dans un état d'Efimov (en),. L'hélium 3 est également supposé capable de former un trimère bien que les dimères contenant de l'hélium 3 soient complètement instables.
Des molécules de trimère d'hélium sont produites par expansion d'un gaz froid d'hélium dans une chambre à vide via une buse. Un tel dispositif produit aussi du dihélium et d'autres clusters d'atomes d'hélium. L'existence du trimère a été démontrée par diffraction des ondes de matière sur un réseau de diffraction.
Le trimère d'hélium est grand, les distances entre les liaisons de la molécule sont de plus de 10 nm. Les trois atomes d'hélium ne forment pas un triangle équilatéral mais s'assemblent en un triangle acutangle.